# وثائق بنما (أمريكا الشمالية)

الدول التي تورط فيها سياسيون أو مسؤولون حكوميون أو أشخاص مقربون في التسريب في 15 أبريل 2016 (حتى 19 مايو 2016)

وثائق بنما هي 11.5 مليون وثيقة مسربة تفصل المعلومات المالية ومعلومات المحامين–والعملاء لأكثر من 214،488 كيانًا خارجيًا. تم الكشف عن هذه الملفات من قبل الكونسورتيوم الدولي للصحفيين الاستقصائيين والصحيفة الألمانية زود دويتشه تسايتونج ومنظمات إخبارية أخرى. تم إنشاء هذه الوثائق، التي يعود تاريخ بعضها إلى سبعينيات القرن العشرين، بواسطة شركة المحاماة البنمية ومزود الخدمات المؤسسية موساك فونسيكا، وتم تسريبها في عام 2015 من قبل مصدر مجهول.
تتضمن هذه الصفحة تفاصيل الادعاءات وردود الأفعال والتحقيقات ذات الصلة في أمريكا الشمالية.

## كندا
نفى رئيس الوزراء الكندي جاستن ترودو أي تورط في هذه القضية، قائلاً إنه «كان شفافًا تمامًا بشأن شؤوني المالية وشئون عائلتي. هذا شيء تعلمته في وقت مبكر ويتوقعه الكنديون من قادتهم». قالت وكالة الإيرادات الكندية في بيان إن عمليات تدقيق التهرب الضريبي الحالية تشمل «بعض العملاء الكنديين المرتبطين بشركة المحاماة موساك فونسيكا»، وأضافت أنها «ستتواصل مع شركائها في المعاهدات للحصول على أي معلومات إضافية قد لا تكون بحوزتها حاليًا». لدى وكالة الإيرادات الكندية معاهدات ضريبية مع 92 دولة مختلفة و22 اتفاقية لتبادل المعلومات الضريبية. بدأت وكالة الإيرادات الكندية أو أكملت 116 عملية تدقيق ومن المخطط إجراء 234 عملية أخرى. ومن المتوقع أن تسترد هذه التحقيقات ما لا يقل عن 11 مليون دولار من الضرائب والغرامات. أقل من 10 تحقيقات جنائية ذات صلة جارية.
نفى رويال بنك أف كندا أي مخالفات مرتبطة بأكثر من 370 عميلاً أحالهم إلى موساك فونسيكا على مر السنين. قال متحدث باسم البنك: «لدينا عملية فحص واجبة مكثفة ... يعمل رويال بنك أف كندا ضمن الإطار القانوني والتنظيمي لكل دولة نعمل فيها». قال الرئيس التنفيذي ديفيد ماكاي إن البنك سيراجع أربعة عقود من الوثائق بحثًا عن أي مشاكل. قال الرئيس التنفيذي لبنك مونتريال بيل داون: «لقد عززت البنوك الكندية بشكل كبير الرقابة على مكافحة غسيل الأموال على مدى السنوات السبع إلى العشر الماضية»، وأضاف أن أي رابط بين الشركات الكندية وشركات أوراق بنما كان لينشأ منذ فترة طويلة، قبل أن تتخذ البنوك الكندية إجراءات لوقف غسيل الأموال.
وقد ظهر بعض الأفراد في الوثائق المسربة، وفقًا لشريك الاتحاد الدولي للصحفيين الاستقصائيين في التحقيق، صحيفة تورنتو ستار.
- كان لدى جون مارك رايت، وهو وسيط في صناديق الاستثمار المشتركة، ثلاث شركات وهمية في جزر فيرجن البريطانية للتعامل مع الأرباح من منجم في جمهورية الكونغو الديمقراطية.
- إريك فان نجوين، مقيم في مونتريال وله شركات مسجلة في ساموا وأخرى في جزر فيرجن البريطانية. كما يواجه اتهامات بالاحتيال في ولاية نيويورك في مخطط أسهم رخيصة.[13]
- استخدم بريان شيميس، وهو طبيب رياضي من سولت سانت ماري، شركة موساك فونسيكا لشراء شقة في خليج بنما في عام 2011.
- يدير إريك مارك ليفين نوادي لياقة بدنية في آسيا، وقد سجل ما لا يقل عن 15 شركة في جزر فيرجن البريطانية من خلال شركة موساك فونسيكا. وقد جمد مكتب مكافحة غسيل الأموال التايلاندي بعض أصول أعماله التجارية في أعقاب مزاعم الاحتيال؛ ورد ليفين برفع دعوى تشهير.
- قام وزير سابق في حكومة نيوفاوندلاند تشاك فوري بتأسيس شركة في بنما لشراء شقة سكنية في عام 2008. وقال إنه لم يعد لديه ممتلكات في الخارج.

كانت منظمة كنديون من أجل العدالة الضريبية قد حسبت أن التهرب الضريبي القانوني من جانب الشركات وحدها يكلف الخزانة الكندية ما يقرب من 8 مليارات دولار كندي سنويًا. وعندما حسبت أرقام عام 2015، وجدت أن الشركات والأفراد مجتمعين أرسلوا 40 مليار دولار كندي من الأصول المعلنة إلى الملاذات الضريبية، وأن العشرة الأكثر شهرة وحدها تمتلك الآن 270 مليار دولار كندي في الأصول.

## كوستاريكا
أشارت إدارة الرئيس لويس غييرمو سوليس إلى أن بعض الأنشطة التي كشفت عنها الوثائق المسربة تشير إلى محاولات للتهرب من الضرائب. وقد واجهت جهود إدارته لتطبيق الزيادات الضريبية والإصلاحات مقاومة شديدة من جانب المعارضة ورجال الأعمال.
تشير الوثائق المسربة إلى أن موساك فونسيكا ساعدت شركة تصدير التونة بوردا أزول في إنشاء شركة وهمية في جزر فيرجن البريطانية من أجل تجنب الضرائب في كوستاريكا. كانت الشركة، التي خرجت من العمل الآن، برئاسة هيرميس نافارو، رئيس اتحاد كوستاريكا لكرة القدم من عام 1999 إلى عام 2006. في أواخر التسعينيات، حققت وزارة المالية ومكتب المدعي العام مع بوردا أزول وشركات تصدير أخرى بتهمة إساءة استخدام شهادات الائتمان الضريبي؛ في عام 1997، اتُهمت عشرات الشركات باستخدام الشهادات للاحتيال وغسل أرباح المخدرات.
وبحسب شركتي التحقيق داتا بيس إيه آر وسيميناريو يونيفرسيداد التابعتين للاتحاد الدولي للصحفيين الاستقصائيين، فقد ساعدت شركة موساك فونسيكا شركة بوردا أزول في تزوير الفواتير للسماح لها بالإبلاغ عن التكاليف المبالغ فيها —بهدف خفض الضرائب— والصادرات المبالغ فيها، وذلك للسماح لها بالاستمرار في التأهل للحصول على شهادات الائتمان الضريبي. وفي رسالة مؤرخة في التاسع عشر من أكتوبر 1998، شرح أحد محامي شركة موساك فونسيكا التحقيق لمكتب مدينة بنما وخلص إلى ما يلي:
تم ذكر أكثر من ثلاثين شركة محاماة كوستاريكية في أوراق بنما كإحالة للعملاء إلى موساك فونسيكا، مما أدى إلى إنشاء أكثر من 360 شركة وهمية. على وجه الخصوص شركة جونزالو فاخاردو وشركاؤه، التي أسسها مسؤول وزارة المالية السابق ووزير الاقتصاد اللاحق جونزالو فاخاردو سالاس، وعلى مدى ما يقرب من عقدين من الزمن ساعدت الشركات الكوستاريكية في إنشاء 82 شركة خارجية في الملاذات الضريبية، وفقًا لداتا بيس إيه آر.
صرح نائب وزير المالية فرناندو رودريجيز أن كوستاريكا ستسعى إلى توقيع اتفاقية تبادل المعلومات الضريبية مع بنما. ويحاول المشرعون من عدة أحزاب حشد الإجماع السياسي للحصول على موافقة مشروع قانون الاحتيال الضريبي للإدارة وتشكيل لجنة تشريعية للتحقيق في الأسماء الواردة في أوراق بنما، وفقًا لإميليا مولينا كروز من حزب العمل للمواطنين. وفي حين أكدت أحزاب المعارضة أن المشاكل المالية للبلاد تنبع من الإنفاق الزائد، وفقًا لوزارة المالية، فإن المبالغ التي تخسرها كوستاريكا بسبب التهرب الضريبي تعادل حوالي 8% من الناتج المحلي الإجمالي للبلاد، في حين بلغ عجزها حوالي 6%.

## المكسيك

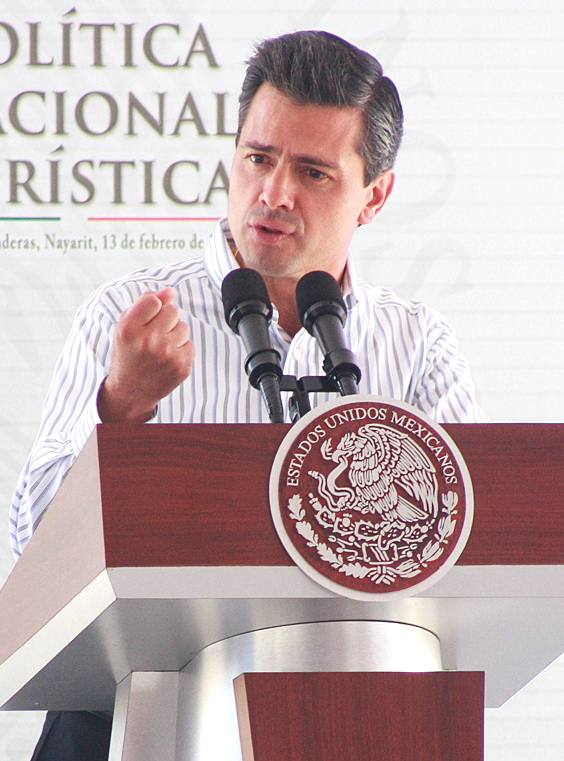
كشفت ملفات مسربة عن هوية «المقاول المفضل» للرئيس المكسيكي السابق إنريكه بينيا نييتو.

قال أريستوتيلس نونيز، المسؤول في ذلك الوقت عن إدارة الضرائب الحكومية، خدمة إدارة الضرائب، إن الأشخاص المتورطين في قضية أوراق بنما لا يزال بإمكانهم تقديم إقرارات ضريبية ودفع الضرائب على استثماراتهم. إن كونك مكسيكيًا ولديك استثمارات أو حسابات مصرفية أجنبية ليس جريمة، ولكن امتلاك الدخل وعدم التصريح به أمر غير قانوني. إذا تم تصنيف الاستثمارات على أنها تهرب ضريبي، فقد يؤدي ذلك إلى غرامات تصل إلى 100% من دفع الضريبة المحذوفة، بالإضافة إلى السجن لمدة تتراوح من ثلاثة أشهر إلى تسع سنوات.
- ترتبط الممثلة المكسيكية إديت غونزاليس بالفضيحة من خلال زوجها لورينزو لازو مارجين.[20]
- استخدم ريكاردو ساليناس بليغو، رئيس مجموعة ساليناس، التي تضم أزتيكا وبنك أزتيكا ومؤسسة أزتيكا وغيرها، شركة خارجية تأسست في جزر فيرجن لشراء يخت أزتيكا الثاني، الذي يحمل علم جزر كايمان.[21] أنفقت شركة فيليسيتاس القابضة المحدودة، المسجلة في جزر فيرجن البريطانية، 261 مليون جنيه إسترليني في عام 2014 على أعمال فنية لفرانثيسكو غويا واشترت أيضًا أعمالًا للرسام المكسيكي مانويل سيرانو؛ أخبر المدير الصحفي لمجموعة ساليناس مجلة فوربس أن جميع معاملات بليغو امتثلت للقانون.[21]
- قام خوان أرماندو هينوجوسا كانتو، وهو صديق مقرب للرئيس المكسيكي السابق إنريكه بينيا نييتو، بتجنيد موساك فونسيكا لإنشاء صناديق استئمانية لحسابات بقيمة 100 مليون دولار أمريكي[22] بعد التحقيق معه بتهمة تقديم مزايا خاصة للرئيس المكسيكي السابق وزوجته، وفقًا لتحليل أجراه الاتحاد الدولي للصحفيين الاستقصائيين، والذي قال إن الوثائق أظهرت «شبكة خارجية معقدة» من تسع شركات في نيوزيلندا والمملكة المتحدة وهولندا.[بحاجة لمصدر] وصفت شركة هينوجوسا بأنها «المقاول المفضل» لدى بينيا نييتو، وقد فازت بأكثر من ثمانين عقدًا حكوميًا وحصلت على ما لا يقل عن 2.8 مليار دولار أمريكي من أموال الدولة، حسبما ذكرت صحيفة نيويورك تايمز العام الماضي.[23]

وفقًا لمجلة فوربس، «كان هينوجوسا وغيره من المكسيكيين البارزين، ومعظمهم من رجال الأعمال الذين تربطهم علاقات وثيقة بالحكومة، بما في ذلك عضو واحد على الأقل في قائمة فوربس للمليارديرات، موضوع مقالات مطولة نُشرت عبر الإنترنت من قبل شركاء التحقيق في الاتحاد الدولي للصحفيين الاستقصائيين بروسيسو وأريستيجوي نوتيسياس صنداي». كما ذكرت بروسيسو أن المكسيكيين المذكورين في الوثائق المسربة شملوا أفرادًا مرتبطين بعصابات المخدرات.

## ترينيداد وتوباغو
ربطت أوراق بنما كين إيمريث، عضو حزب المؤتمر الوطني المتحد المعارض، بفضيحة رشوة في البرازيل باستخدام شركات وهمية بنمية استُخدمت لتحويل ملايين الدولارات الأمريكية إلى حسابات مصرفية خارجية. حصلت شركة البناء البرازيلية مجموعة منظمة الدول الأمريكية على عقد في عام 2011 من خلال شركة تطوير البنية التحتية الوطنية من قبل إدارة شراكة الشعب لبناء طريق سريع في ترينيداد مقابل 5.2 مليار دولار ترينيدادي. اكتمل الطريق السريع بنسبة 49%، ولكن من المقدر الآن أن يكلف الطريق السريع 8 مليارات دولار ترينيدادي عند الانتهاء منه. وجد المحققون أن شركات إيمريث تلقت 6 ملايين دولار من شركة تطوير البنية التحتية الوطنية وأن إيمريث كان أيضًا مديرًا لشركة مستشارون بيمبوري (ترينيداد وتوباغو) المحدودة، والتي وظفتها مجموعة منظمة الدول الأمريكية في مشروع الطريق السريع كمستشار مقابل 44،800 دولار شهريًا. حتى مايو 2013 دفعت منظمة الدول الأمريكية لشركة بيمبري ما لا يقل عن 896 ألف دولار ترينيداد وتوباغو؛ ولا تتوفر حاليًا أي أرقام إجمالية بعد هذا التاريخ.
كان لدى إيمريث، الذي وُصف بأنه مسؤول منخفض المستوى في حزب المؤتمر الوطني المتحد، شركة موساك فونسيكا الثانية، وهي بيندري أسوشيتس. وفي حديثه في البرلمان، قال النائب العام فارس الراوي إن الوثائق المسربة تربط هذه الشركة الخارجية بلاعبين رئيسيين في فضيحة بتروبراس في البرازيل، بما في ذلك المدان جواو بروكوبيو، وخوسيه لويز بيريس من كيلوز، الذي كان له تعاملات مع بنك بنك بي كي بي برايفات إيه جي. السويسري. وقال إن بيريس قيد التحقيق.
وفقًا لشريك التحقيق في الاتحاد الدولي للصحفيين الاستقصائيين، ترينيداد إكسبريس، كان إيمريث شريكًا مقربًا لجاك وارنر ويملك أيضًا نصف الأسهم في شركة بروتيوس القابضة، وهو استثمار يرفض الإجابة عن الأسئلة المتعلقة به لأنه يقول إنه يتحمل مسؤولية السرية تجاه المساهمين الآخرين. تقول إكسبريس أيضًا أن مجموعة منظمة الدول الأمريكية استخدمت مشروع تطوير ميناء ناميبي كتمويه لدفع مليون دولار من شركة بروكوبيو الوهمية شركة سانتا تيريزا للخدمات المحدودة إلى إيمريث.

## الولايات المتحدة
كان الرئيس باراك أوباما ينتقد الملاذات الضريبية في منطقة البحر الكاريبي في حملته الانتخابية عام 2008. وفي عام 2010، نفذت الولايات المتحدة قانون الامتثال الضريبي للحسابات الأجنبية، والذي يتطلب من الشركات المالية في جميع أنحاء العالم الإبلاغ عن الحسابات التي يحتفظ بها مواطنون أمريكيون إلى مصلحة الضرائب الداخلية.
الولايات المتحدة ليست من الدول الموقعة على معيار الإبلاغ المشترك الذي وضعته منظمة التعاون الاقتصادي والتنمية، إلى جانب فانواتو والبحرين.
تم توثيق ما لا يقل عن 2،400 عميل مقيم في الولايات المتحدة في الوثائق؛ وفي حين كانت العديد من معاملاتهم قانونية، قدم موساك فونسيكا المشورة للعديد من عملائه في الولايات المتحدة حول كيفية التهرب من قوانين الضرائب والإفصاح المالي الأمريكية. في 7 فبراير 2020، أعلن المدعون الفيدراليون أنهم سيحصلون على أول إدانة لهم فيما يتعلق بالإفصاحات. في 18 فبراير 2020، أقر هارالد يواكيم فون دير جولتز، رجل الأعمال السابق البالغ من العمر 82 عامًا والمقيم السابق في الولايات المتحدة والذي كان عميلاً لشركة موساك فونسيكا، بالذنب في تسع تهم، بما في ذلك تهم التآمر للتهرب من الضرائب وارتكاب غسيل الأموال والاحتيال الإلكتروني. وكان أول شخص يعترف بالذنب في الولايات المتحدة فيما يتعلق بتسريب أوراق بنما. في 28 فبراير 2020، أصبح محاسب ماساتشوستس، ريتشارد جافي، ثاني شخص يعترف بالذنب في تهم تتعلق بأوراق بنما. صدرت أحكام ضد كل من فون دير جولتز وجافي في سبتمبر 2020 في المحكمة الجزئية الأمريكية للمنطقة الجنوبية من نيويورك، مما أدى إلى السجن لمدة 87 شهرًا وأكثر من 17.7 مليون دولار في مصادرة الأصول والتعويضات والغرامات بين المتهمين.

### اتفاقية التجارة الحرة مع بنما
تعرضت اتفاقية التجارة الحرة في بنما، التي دعمها الرئيس أوباما ووزيرة الخارجية آنذاك هيلاري كلينتون، لانتقادات من قبل جماعات المراقبة لتمكين الممارسات المفصلة في أوراق بنما من خلال الرقابة التنظيمية. ومع ذلك، قال مسؤول في إدارة أوباما إن الحجة «ليست لها أي أساس». قال جون كاسيدي من مجلة ذا نيو يوركر إن اتفاقية التجارة الحرة في بنما أجبرت بنما في الواقع على إصدار معلومات للسلطات التنظيمية الأمريكية حول «ملكية الشركات والشراكات والصناديق والمؤسسات والأشخاص الآخرين».
وفي إشارة إلى برقيات دبلوماسية مسربة، تكهن الكاتب كريس ماثيوز من مجلة فورتشن بأن أوباما وكلينتون ربما أيدا الاتفاق، بعد معارضتهما له أثناء حملتهما الانتخابية، لأنه كان بمثابة مقايضة لدعم بنما للجهود الأميركية ضد الاتجار بالمخدرات. وعلى أية حال، يلاحظ ماثيوز أنه في حين أن الاتفاق ألغى القيود المفروضة على تحويلات الأموال بين الولايات المتحدة وبنما، فإن إدارة أوباما أصرت على أن يوقع البلدان أولاً على اتفاقية تبادل المعلومات الضريبية، الأمر الذي سهّل تبادل المعلومات الضريبية بين البلدين.

### بعد التسريب
في مؤتمر صحفي، خاطب الرئيس باراك أوباما الشركات الوهمية الخارجية المدرجة في التسريبات: «ليس الأمر أنهم يخالفون القوانين»، كما قال، «بل إن القوانين مصممة بشكل سيئ لدرجة أنها تسمح للناس، إذا كان لديهم ما يكفي من المحامين والمحاسبين، بالتهرب من المسؤوليات التي يتعين على المواطنين العاديين الالتزام بها». وعلى الرغم من عدم ذكر أي زعيم في الولايات المتحدة في أوراق بنما، قال أوباما «بصراحة، الناس في أمريكا يستغلون نفس الأشياء».
وقد طلب السناتوران شيرود براون وإليزابيث وارن من وزارة الخزانة التحقيق في أي شركات مرتبطة بالولايات المتحدة ظهرت في التسريبات، بالإضافة إلى وزارة العدل، نظرًا لدورها في الأسواق المالية.
أدانت وزيرة الخارجية السابقة والمرشحة الرئاسية الديمقراطية الديمقراطية لعام 2016 هيلاري كلينتون «الملاذات الضريبية الفاضحة والثغرات ... في بنما وأماكن أخرى» في حدث اتحاد العمل الأمريكي في بنسلفانيا. وأضافت كلينتون أن «بعض هذا السلوك مخالف للقانون بوضوح، ويجب محاسبة كل من ينتهك القانون في أي مكان»، لكن «من الفاضح كم هو قانوني بالفعل». ووعدت كلينتون بأننا «سنلاحق كل هذه الاحتيالات ونتأكد من أن الجميع يدفعون نصيبهم العادل هنا في أمريكا».
فتح المدعي العام الأمريكي في مانهاتن بريت بهارارا تحقيقًا جنائيًا في مسائل تتعلق بأوراق بنما وأرسل خطابًا في 3 أبريل إلى الاتحاد الدولي للمحققين الصحفيين قائلاً إن مكتبه «سيقدر بشدة فرصة التحدث في أقرب وقت ممكن». تلقى الاتحاد الدولي للصحفيين الاستقصائيين العديد من هذه الطلبات من العديد من البلدان، وقال مدير الاتحاد جيرارد رايل إن سياسته هي عدم تسليم أي مواد.
طلبت إدارة الخدمات المالية في نيويورك من 13 بنكًا أجنبيًا، بما في ذلك دويتشه بنك، وكريدي سويس، والبنك التجاري الألماني، وايه بي ان امرو، وسوسيتيه جنرال، معلومات عن تعاملاتهم مع موساك فونسيكا. لم تُتهم البنوك بارتكاب مخالفات، لكن يجب عليها تقديم سجلات المكالمات الهاتفية وسجلات المعاملات الأخرى بين فروعها في نيويورك وشركة المحاماة.

### الأمريكيون
في البداية، وجدت صحيفة ماكلاتشي أن أربعة أمريكيين لديهم شركات وهمية في الخارج وردت أسماؤهم في الوثائق. وكان جميعهم قد اتُهموا أو أدينوا سابقًا بارتكاب جرائم مالية مثل الاحتيال أو التهرب الضريبي. وتقدم مقالة نشرتها هيئة الإذاعة البريطانية ثلاثة أسباب لتفسير ندرة الأمريكيين في التسريب:
- يمكن إنشاء شركات وهمية في الولايات المتحدة.
- تميل البنوك الدولية الكبرى التي يوجد مقرها في أمريكا إلى امتلاك حسابات خارجية في جزر كايمان بدلاً من ذلك.
- إن القوانين الأميركية مثل قانون الامتثال الضريبي للحسابات الأجنبية واتفاقيات تبادل المعلومات الضريبية لعام 2010 تعني أن «لعبة التهرب الضريبي [انتهت] بشكل أساسي بالنسبة لدافعي الضرائب الأميركيين».

سُئل ستيفان بلوشينجر، المحرر الرقمي لصحيفة زود دويتشه تسايتونج، عن ندرة الأفراد الأمريكيين في الوثائق، فقال عبر تويتر: «انتظروا ما سيحدث بعد ذلك». أوضح بلوشينجر لاحقًا أنه كان يدعو فقط إلى عدم استخلاص استنتاجات متسرعة. تم اكتشاف نسخ من ما لا يقل عن 200 جواز سفر أمريكي – مما يشير إلى أن أصحابها تقدموا بطلبات للحصول على خدمات مصرفية – في الأوراق، ولكن لم يتم تسمية أي سياسي أمريكي في التسريب حتى الآن. ومن بين الأمريكيين المذكورين:
- يظهر الفنان البورتوريكي رامون لويس أيالا، المعروف باسم دادي يانكي، في الوثائق المسربة.[51]
- يظهر الرئيس التنفيذي ثم رئيس مجلس إدارة سيتي بنك (1998–2006) سانفورد آي. ويل في الوثائق باعتباره المساهم الوحيد في شركة أبريل فول، وهي شركة مقرها جزر فيرجن البريطانية والتي أدارت يختًا يحمل نفس الاسم من عام 2001 إلى عام 2005. وتضم شركة ويل الثانية، برايتاو، مستثمرين صينيين وأمريكيين وتمتلك حصة في شركة صينية للتأمين وإدارة المخاطر، مينغيا للوساطة التأمينية.
- قال جيري سلاسر، أحد جامعي التبرعات للمرشح الجمهوري ميت رومني، في البداية إنه لا يتذكر فتح شركة خارجية، لكنه اتصل بعد ذلك بمحاسبه وقال له إنها كانت من أجل استثمار في هونج كونج أظهر في النهاية خسارة.[52]
- المانحون للرئيس الأمريكي السابق بيل كلينتون ووزيرة الخارجية السابقة هيلاري كلينتون، بما في ذلك مارك ريتش ونغ لاب سينغ.[53]
- آلاف الإشارات إلى دونالد ترامب. العديد من شركات «ترامب» المذكورة في أوراق بنما لها مدراء مختلفون تمامًا، مثل «امرأة شابة يصفها ملفها الشخصي على موقع لينكد إن بأنها مشرفة تسويق في متجر ملابس صغير» في فلمبان، إندونيسيا.[54] «فندق وبرج ترامب أوشن كلوب إنترناشيونال بنما» المذكور في الأوراق «ليس مملوكًا أو مطورًا أو مباعًا من قبل دونالد جيه ترامب أو منظمة ترامب أو أي من مديريها أو الشركات التابعة لها»، وفقًا لموقع المنتجع على الإنترنت.[54]
- عملاء وكالة المخابرات المركزية. استخدم عدد من الشركات «الواجهة» والمقاولين التابعين لوكالة الاستخبارات المركزية «شركات خارجية لتحقيق مكاسب شخصية وخاصة»، فضلاً عن توظيفهم كأدوات لعملهم الرسمي «كرؤساء تجسس أو عملاء سريين أو عملاء».[55]

## الملاحظات
1. ↑  1 دولار ترينيداد وتوباغو~0.16 دولار أمريكي اعتبارًا من 15 أبريل 2016.

## للقراءة الإضافية
- Bastian Obermayer؛ Frederik Obermaier (2016). The Panama Papers: Breaking the Story of How the Rich and Powerful Hide Their Money. OneWorld Publications. ISBN:978-1786070470.

## وصلات خارجية
- A manifest by Panama Papers leaker
- Panama Papers Portal of الاتحاد الدولي للمحققين الصحفيين (US)
- Panama Papers Portal of زود دويتشه تسايتونج (Germany)
- Panama Papers Portal of الغارديان (United Kingdom)
- Panama Papers Portal of فاينانشال تايمز (United Kingdom)
- Panama Papers Portal of لو موند (France)
- Panama Papers Portal of التلفزيون السويدي (Sweden)
- Portal of the African Network of Centers for Investigative Reporting (ANCIR) (Africa)
- Panama Papers Portal نسخة محفوظة 2016-06-02 على موقع واي باك مشين. of Inkyfada (Tunisia)
- Panama Papers Portal of Semanario Universidad at the جامعة كوستاريكا
- Panama Papers Portal of the مشروع الإبلاغ عن الجريمة المنظمة والفساد
- Panama Papers Portal of Le Desk (Morocco)
- Panama Papers Portal of Reykjavík Media (Iceland)
- Panama Papers Portal of Armando.info (Venezuela)
- New Zealand IR607:Foreign trust disclosure